# 潘红艳
潘红艳（2004年12月30日—），中国女子足球运动员，场上位置是守门员。她于2022年加入国家队，曾入选2023年國際足協女子世界盃和2022年亚洲运动会中国队阵容，其中2022年亚洲运动会随队获得铜牌。